# Ivan Šantek
Ivan Šantek ou Иван Шантек (né le 23 avril 1932 à Zagreb et mort dans cette même ville le 14 avril 2015) est un footballeur international yougoslave des années 1950 et 1960.

## Biographie
En tant que défenseur, Ivan Šantek fut international yougoslave à 6 reprises (1956-1958) pour aucun but inscrit.
Sa première sélection fut dans le cadre des JO 1956, contre les USA, le 28 novembre 1956, qui se solda par une large victoire (9-1). Il fut titulaire dans tous les matchs (USA, Inde et URSS). Il remporta la médaille d'argent.
Sa dernière sélection fut honorée le 14 septembre 1958, contre l'Autriche, qui se solda par une victoire (4-3). 
Il fit partie des joueurs sélectionnés pour la Coupe du monde de football de 1958, mais il ne joua aucun match. La Yougoslavie fut éliminée en quarts-de-finale.
Il joua dans deux clubs, de la ville de Zagreb (NK Zagreb et Dinamo Zagreb) et dans le club autrichien de FC Wacker Innsbruck. Avec le premier, il remporta une D2 yougoslave en 1954 ; avec le second, il remporta deux coupes nationales et un championnat. Avec le dernier, il remporta une D2 autrichienne.

## Clubs
- 1952-1957 :  NK Zagreb
- 1957-1963 :  Dinamo Zagreb
- 1963-1966 :  FC Wacker Innsbruck

## Palmarès

### Avec leNK Zagreb
- Championnat de Yougoslavie de D2
  - Champion en 1954

### Avec leDinamo Zagreb
- Championnat de Yougoslavie de football
  - Champion en 1958
  - Vice-champion en 1960 et en 1963
- Coupe de Yougoslavie de football
  - Vainqueur en 1960 et en 1963

### Avec leWacker Innsbruck
- Championnat d'Autriche de football D2
  - Champion en 1964

### Avec lasélection yougoslave
- Jeux olympiques
  - Médaille d'argent en 1956